# Rhododendron hypoleucum
Rhododendron hypoleucum là một loài thực vật có hoa trong họ Thạch nam. Loài này được (Kom.) Harmaja miêu tả khoa học đầu tiên năm 1990.